# 起源神话

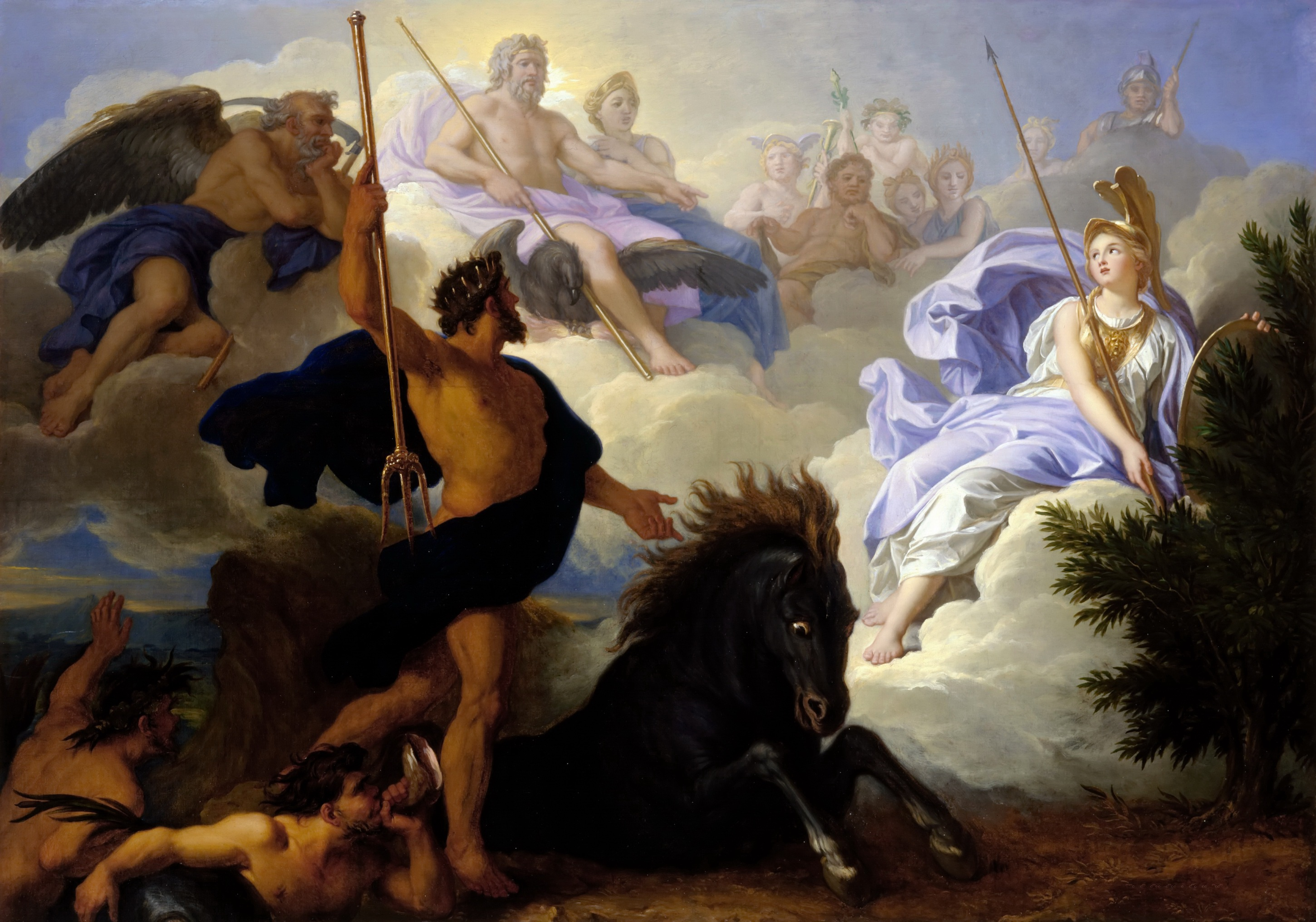
《密涅瓦与涅普顿之争》（约1689年或1706年），作者为勒内-安托万·乌瓦斯（René-Antoine Houasse），描绘了雅典的建城神话

起源神话（英語：origin myth）是一种神话，用以解释某种自然现象或社会现实的起源。创世神话（英语：creation myth）是起源神话的一种，叙述宇宙的形成。然而，许多文化也有在最初创世之后发生的故事，这些故事旨在解释自然现象或人类制度在一个已存在的世界中的起源。在希腊-罗马学术传统中，有时会使用建国神话（英語：founding myth）或缘起神话（英语：etiological myth，源自古希臘語： aition，意为“原因”）来描述一种阐释起源的神话，特别是关于某物或某种习俗如何出现的叙述。
在当代政治话语中，“建国神话”“基础神话”等术语常被批判性地用来指称某一国家、社会、文化等官方或广泛接受的起源或早期历史叙述。

## 性质
起源神话是一类叙述某一特定现实如何产生的故事。 它们通常通过将既有秩序的建立归因于神圣力量，从而起到为现存秩序正名的作用（参见§ 社会功能）。描述世界起源的宇宙创世神话（cosmogonic myth）与起源神话之间的界限并不总是清晰。一则关于某一世界部分起源的神话，必然预设了世界本身的存在，而后者常常依赖一个宇宙创世神话。因此，起源神话可以视为对其文化中的宇宙创世神话的扩展与深化。在传统文化中，讲述起源神话之前往往会先讲述宇宙创世神话。在学术领域中，“神话”一词往往专指起源与创世神话。例如，民俗学家保留“神话”一词用于描述有关创造的故事。不以起源为主要焦点的故事则被归类为“传说”或“民间故事”，在民俗学中这与“神话”是不同类别。 历史学家密尔恰·伊利亚德（Mircea Eliade）认为，在许多传统文化中，几乎每一个神圣故事都可以被视为起源神话。传统社会常以神圣事件为行为范式，并将其生活视为对神话时代的永恒回归。因此，几乎每一则神圣故事都描绘了确立人类行为新秩序的事件，从而本质上成为一种创造的故事。

## 例子
- 罗马帝国：罗慕路斯与瑞摩斯建城
- 奥斯曼帝国：奧斯曼之夢
- 法国：高卢人与维钦托利
- 德国：条顿堡森林战役
- 普鲁士王国：普鲁士神话
- 日本：天照大神与神武天皇
- 以色列：摩西出埃及
- 美国：五月花号和清教徒建立殖民地，开国元勋建国
- 中国：三皇五帝
- 墨西哥：在湖中见到鹰站在仙人掌上啄蛇的神迹，并在此建立了特诺奇蒂特兰城